# Vladimir Herzog

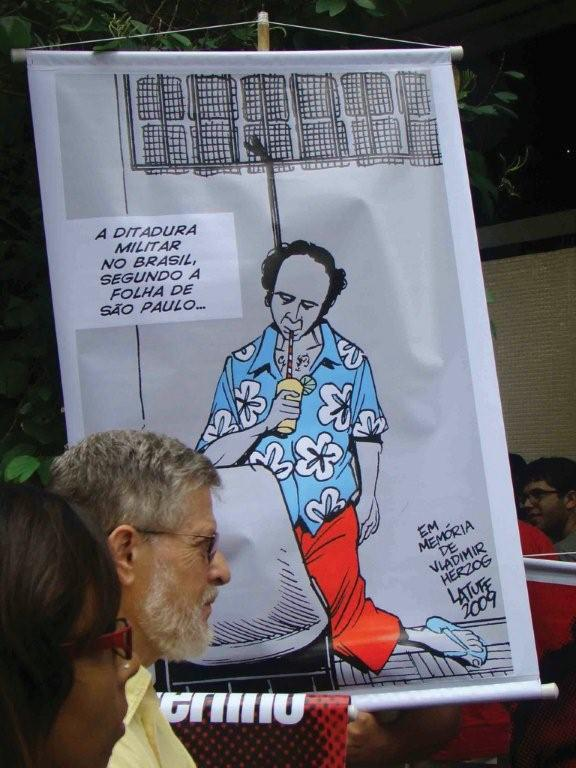
Manifestation de 2009. On lit sur l'affiche, dépeignant ironiquement Vladimir Herzog en tenue décontractée, avec la légende sarcastique: « la dictature militaire au Brésil, selon la Folha de S.Paulo ».

Vladimir Herzog (né le 27 juin 1937 à Osijek et mort le 25 octobre 1975 à São Paulo), né Vlado Herzog, est un journaliste et dramaturge brésilien, directeur de TV Cultura,. Il est devenu l'un des principaux symboles du mouvement contre la dictature militaire brésilienne.

## Biographie
Vlado Herzog nait à Osijek en 1937 en Croatie, fils de Zigmund et Zora Herzog. Pendant la Seconde Guerre mondiale, pour échapper à l’antisémitisme de la Croatie contrôlée par l’Allemagne nazie à partir de 1941, ils fuient d’abord en Italie, où ils vivent clandestinement, puis émigrent au Brésil, après le conflit.
Herzog est diplômé en philosophie de l’Université de São Paulo en 1959, puis travaille dans des agences de presse importantes ; il signe « Vladimir », au lieu de « Vlado ». Pendant trois ans il part travailler à la BBC à Londres. 
Dans les années 1970, il dirige le département de journalisme de télévision de TV Cultura à São Paulo. Il a été également été professeur de journalisme à l’École des communications et des arts. Il est également dramaturge au théâtre, au cinéma et se passionne pour la photographie.
Membre du Parti communiste brésilien, il s'implique, à partir de 1974, dans le mouvement de résistance contre la dictature militaire du général Ernesto Geisel.
Le 24 Octobre 1975, alors directeur de la TV Cultura, il est convoqué au DOI-CODI (en) à São Paulo ; il est arrêté avec deux autres journalistes, George Benigno Jatahy Duque Estrada et Rodolfo Oswaldo Konder.
Il est torturé et assassiné par des soldats pendant sa détention. Les soldats du DOI-CODI ont essayé de faire passer la version selon laquelle Herzog se serait suicidé à la prison, prenant même une photographie de Herzog pendu dans sa cellule. L'invraisemblance de la version officielle déclenche d'importantes manifestations contre la dictature,,,.
Le nom de Herzog est encore aujourd'hui un symbole de lutte pour les droits de l'homme au Brésil. Le principal prix brésilien de journalisme et droits de l'homme porte son nom, le Prix Vladimir Herzog.